# Guaíba
Guaíba är en stad och kommun i Brasilien och ligger i delstaten Rio Grande do Sul. Kommunen ingår i Porto Alegres storstadsområde och hade cirka 99 000 invånare år 2014.